# Alicia Vacas Moro
Alicia Vacas Moro, née vers 1972, est une infirmière espagnole et une responsable des sœurs missionnaires comboniennes. Elle a exercé comme infirmière en Égypte et à Béthanie en Cisjordanie. Pendant la pandémie de Covid-19, elle est retournée aider en Italie. Elle reçoit, le 8 mars 2021, le prix international de la femme de courage, sur recommandation du Saint-Siège, pour son travail.

## Biographie
Alicia Vacas Moro naît en Espagne vers 1972. Elle fait des études d'infirmière et utilise ses compétences en Égypte où elle traite 150 patients bédouins par jour.
En 2017, elle s'occupe de religieuses âgées à Vérone. Elle a passé sept ans dans la bande de Gaza, où elle et les autres religieuses s'occupent de toute la population sans tenir compte des croyances religieuses. Elle affirme que Dieu est dans les ruines et dans ses propres faiblesses.
Elle reçoit le prix international de la femme de courage, en 2021, après avoir été proposée par le Saint-Siège. À l'époque, elle travaille à Béthanie dans un couvent combonien où la maison est entourée sur trois côtés par le mur qui sépare Israël de ses voisins. Le couvent est fondé en 1966 et se trouve à un moment donné en territoire jordanien. En 2019, le couvent est enregistré à Amman comme une petite maison religieuse avec trois religieuses qui y vivent. Elle en est la religieuse supérieure.
En 2004, la seconde intifada a lieu et le couvent devient inaccessible pour la moitié des personnes qui s'en occupent. Le couvent est cerné de blocs de béton et de fils barbelés. Les arbres ont tout simplement disparu lorsque le mur traverse leur jardin. Le couvent avait un jardin d'enfants et pendant un certain temps, il y avait une petite fenêtre dans le mur pour que les parents puissent amener leurs enfants chaque jour. Malheureusement, la porte d'accès a été bloquée et le jardin d'enfants a perdu la plupart de ses enfants car les parents devaient prendre deux bus pour amener et récupérer leurs enfants. La cour de récréation est dotée d'un toit ignifugé pour attraper les cocktails Molotov et les enfants qui jouent sont surveillés par le mur et ses tours de guet. Le couvent est si proche du mur qu'il constitue un point d'atterrissage pratique pour les Palestiniens qui sautent par-dessus le mur. Cela fait du couvent un lieu de perturbation et cela signifie que les enfants qui s'y trouvent voient des soldats deux fois par jour et Vacas regrette que ce soit l'image que les enfants ont des Israéliens.
Vacas se rend dans le nord de l'Italie pendant la pandémie de COVID-19 dans le pays pour apporter de l'aide aux sœurs. Dix sœurs sont mortes pendant la pandémie dans une communauté de 55 religieuses comboniennes âgées à Bergame. Habituellement, elle dirige les missionnaires Comboniens pour le Moyen-Orient et l'Asie .

## Source de la traduction
- (en) Cet article est partiellement ou en totalité issu de l’article de Wikipédia en anglais intitulé « Alicia Vacas Moro » (voir la liste des auteurs).